# Neapoli (Vatika)
Neapoli  este un oraș în Grecia în Prefectura Laconia.